# Ghiacciaio Rumyana
Il ghiacciaio Rumyana (in inglese: Rumyana Glacier) è un ghiacciaio lungo 11 km e largo 4, situato sulla costa di Zumberge, nella parte occidentale della Terra di Ellsworth, in Antartide. In particolare, il ghiacciaio, il cui punto più alto si trova a circa 2.400 m s.l.m., è situato sul versante orientale della catena principale della dorsale Sentinella, nelle montagne di Ellsworth. Da qui esso fluisce verso nord-est a partire dalle pendici orientali del monte Giovinetto, scorrendo lungo il versante settentrionale del picco Evans e lungo quello meridionale del picco Enitsa fino ad unire il proprio flusso a quello del ghiacciaio Ellen, a nord-ovest del monte Jumper..

## Storia
Il ghiacciaio Rumyana è stato così battezzato dalla Commissione bulgara per i toponimi antartici in onore di Rumyana Voyvoda una leader rivoluzionaria bulgara del diciannovesimo secolo.